# Chatsworth House
Chatsworth House je angleški podeželski dvorec in leži okoli 5 km severozahodno od Bakewella v Derbyshireu, Anglija. Je sedež družine Cavendish, vojvod Devonshirskih, ki v njem nepretrgano živijo od 16. stoletja.

## Opis
Chatsworth je eden izmed najbolj znanih angleških dvorcev. Obdan je z obsežnimi parki in gleda na bližnjo reko Derwent in hribe, ki ga ločujejo od sosednje doline reke Wye.
Glavna stavba je bila zgrajena v angleškem baročnem slogu okoli notranjega dvorišča, ima bogato okrašeno strešno ograjo in pilastre na strogo geometrijski fasadi in 175 sob.
Chatsworth House ponuja različne sobe, ki so okrašene s slikami Tintoretta, Canaletta, Rembrandta, Van Dyck, Fransa Halsa in Renoirja, stropne poslikave Antonia Verrioja in Louisa Laguerreja in tapiserije, svilene in usnjene tapete. Poleg tega je prikazana zbirka porcelana in pohištvo različnih obdobij. Drugi vrhunec je knjižnica s 17.500 enotami, kot tudi galerija skulptur z deli, med drugimi Antonia Canove, Bertela Thorvaldsena in Rudolfa Schadowa. To je ena od največjih zasebnih zbirk klasičnega kiparstva v Angliji.

### Vrt in park
Videti je mogoče vrtno arhitekturo iz različnih obdobij: dele nekdanjega baročnega vrta z kaskadami, kaskadno hišo in kanal in štiri kvadratne kilometre urejenih površin podeželskega parka, vodnjak Sira Josepha Paxtona, več rastlinjakov in skalnjakov. V novejšem času so uredili rozarij, labirint, zeliščni vrt in senzorični vrt.

## Zgodovina

### Stavba
Bess of Hardwick in njen drugi mož, Sir William Cavendish sta kupila posestvo Chatsworth leta 1549 ter zgradila leta 1552 prvo hišo. Od tega časa je ostal samo Lovski stolp na bližnjem hribu. 
Do konca 17. stoletja je bilo izvedeno le nekaj sprememb na stavbi. Sedanjo stavbo v klasičnem stilu je William Cavendish, 1. vojvoda Devonshirski zgradil v letih 1686-1707. Sodelovali so umetniki iz vse Evrope. Leta 1686 je vojvodov arhitekt Williama Talman podrl južno fasado in zgradil nove zasebne sobe in čudovit nabor državniških sob za kralja Viljema III. in kraljico Marijo II., ki pa nikoli ni prišel v Chatsworth. V teh stanovanjih so, med drugim, stropne poslikave Louisa Laguerreja in tapiserije po slikah Rafaela. Državna jedilnica s stropnimi slikami Antonia Verrioja je ostala skoraj nespremenjena do danes. Vendar se vojvoda ni ustavil pri tem delu obnove. Sledila je vzhodna fasada (ki jo je zasnoval arhitekt William Talman), vključno s Painted Hall in Long Gallery. William Cavendish, 6. vojvoda Devonshirski je preoblikovati današnjo knjižnico, zahodno fasado in končno severno fasado (ki jo je zasnoval arhitekt Thomas Archer). Zahodno fasado je verjetno načrtoval vojvoda sam. V tej fazi je Painted Hall dobila svoje stropne poslikave Louisa Laguerreja, prizori iz življenja Julija Cezarja. Kapelica je še vedno ohranjena v prvotnem stanju.
1820-1830 je William Cavendish, 6. vojvoda Devonshirski, zgradil novo krilo na severu kot prizidek (arhitekt: Sir Jeffry Wyatville), s čimer je podvojil velikost stavbe. Kiparska galerija je največji prostor v hiši in se nahaja v severnem krilu. Je prostor za velik del ogromne zbirke vojvod. V tem času je bila dolga galerija pretvorjena v knjižnico, ker je vojvoda pridobil več popolnih zbirk knjig in so želeli, da so tam pospravljene. 
Od leta 1981 je bila ustanovljena Chatsworth House Foundation, Andrewa Cavendisha, 11. vojvode Devonshirskega, ki skrbi za vzdrževanje dvorca. Spada v konzorcij Treasure Houses of England.

### Vrt in park
Je eden najbolj znanih vrtov v Angliji in izhaja iz treh glavnih faz vrtne arhitekture. Prvi vojvoda Devonshirski je uredil baročni vrt, ki sta ga zasnovala George Londonu in Henry Wise. Tukaj je še kaskadna hiša (arhitekt Thomas Archer), 200 metrov dolga kaskada (Grillet arhitekt) in sprejemni kanal. 
V drugi fazi je Capability Brown, najbolj znan vrtnark svojega časa, ustvaril v 1760-tih romantični podeželski vrt. 
Leta 1826, je šesti vojvoda imenoval Josepha Paxtona za njegovega glavnega vrtnarja. Ta je zgradil skalnjake, arboretum in Pinetum in številne rastlinjake. Ustvaril je tudi cesarski vodnjak, ki je bil zgrajena za načrtovani obisk carja [Nikolaj I. Ruski|[Nikolaja I]]. ruskega. V samo šestih mesecih je ustvaril 32.000 kvadratnih metrov veliko jezero, dolgo 110 metrov, ki se nahaja nad ribnikom in polni fontano z naravnim vodnim tlakom. Fontana doseže višino curka okoli 25 m in porabi skoraj 4000 litrov vode na minuto. Car ni nikoli prišel na obisk v Chatsworth House. Največje delo Paxtona je leta 1920 prekinjen Great Conservatory, velik rastlinjak, ki bi naj bil podoben Crystal Palace v Londonu. Za prebivalce bližnje vasi je bil zgrajen model, ki je krasil vas.

## Dvorec v filmih
- Za epizodi Internat serije Dogodivščine Sherlocka Holmesa, je bil Chatsworth House grad vojvode Holdernesseja.
- za film iz leta 2005, Prevzetnost in pristranost, prilagoditev romana Jane Austen, je Chatsworth House služil kot Pemberleyja, grad gospoda Darcyja.
- Film Vojvodinja s Keiro Knightley kot Georgiano Cavendish, vojvodinjo Devonshire in Ralphom Fiennesom kot Williamom Cavendish, 5. vojvodo Devonshire, ki so ga začeli v britanskih kinematografih predvajati 5. septembra 2008, je bil delno posnet na Chatsworth. Streli v filmu so nastali v Painted Hall in kapeli, zunanji posnetki pa so bili narejeni tudi v impresivnih vrtovih posestva.

## Galerija
- Glavno stopnišče
- Državniška spalnica
- Chatsworth v aprilu 2008
- Chatsworth House in most
- Skulptura "Razodetje"
- Galerija ckulptur
- Kaskada
- Velika jedilnica
- Zagodno pročelje v sončnem zahodu